# Сортування вибором
Сортування вибором — простий алгоритм сортування лінійного масиву, на основі вставок. Має ефективність n2, що робить його неефективним при сортування великих масивів, і в цілому, менш ефективним за подібний алгоритм сортування включенням. Сортування вибором вирізняється більшою простотою, ніж сортування включенням, і в деяких випадках, вищою продуктивністю.

## Метод
Алгоритм працює таким чином:

Сортування вибором

1. Знаходить у списку найменше значення
2. Міняє його місцями із першим значенням у списку
3. Повторює два попередніх кроки, доки список не завершиться (починаючи з наступної позиції)

Фактично, таким чином ми поділили список на дві частини: перша (ліва) — повністю відсортована, а друга (права) — ні.
Ось приклад сортування масиву з п'яти елементів за даним алгоритмом:
```
64 25 12 22 11
11 25 12 22 64

11 12 25 22 64
11 12 22 25 64

```

Сортування вставками також може працювати зі списками, які підтримують операції додавання і видалення, як то зв'язаний список. У такому разі, більш зручно видаляти зі списку найменший елемент, і вставляти його в кінець відсортованої частини масиву. Наприклад:
```
64 25 12 22 11
11 64 25 12 22
11 12 64 25 22
11 12 22 64 25
11 12 22 25 64 

```

## Аналіз
Сортування вибором не є складним в аналізі та порівнянні його з іншими алгоритмами, оскільки жоден з циклів не залежить від даних у списку. Знаходження найменшого елементу вимагає перегляду усіх n елементів (у цьому випадку n − 1 порівняння), і після цього, перестановки його до першої позиції. Знаходження наступного найменшого елементу вимагає перегляду n − 1 елементів, і так далі, для (n − 1) + (n − 2) + … + 2 + 1 = n(n − 1) / 2 ∈ Θ(n2) порівнянь (дивіться арифметична прогресія). Кожне сканування вимагає перестановки однієї пари елементів, тож всього потрібно (n − 1) перестановок (останній елемент знаходитиметься на своєму місці).